# Zagłada Żydów na Litwie

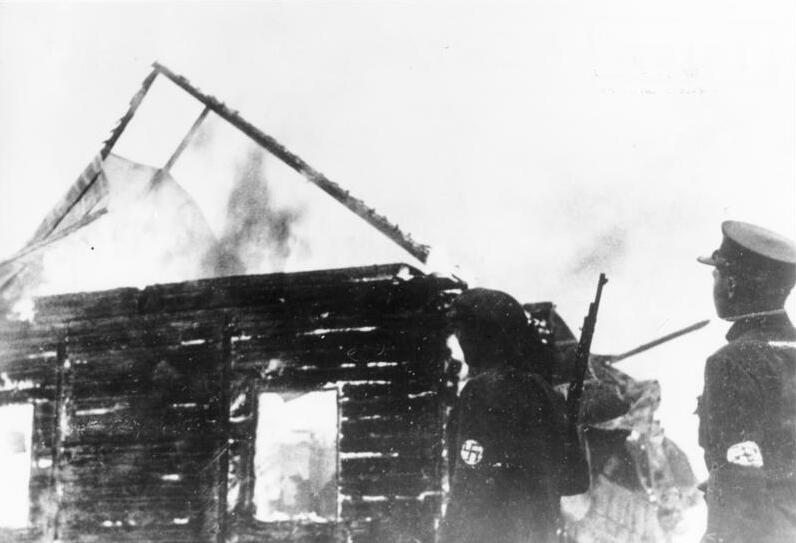
Płonąca synagoga na Litwie, czerwiec 1941

Holocaust na Litwie doprowadził do niemal całkowitej zagłady Żydów polskich i litewskich (zob. Litwacy) na terytoriach litewskich (administrowanych przez okupanta niemieckiego jako Komisariat Rzeszy Wschód). Spośród ok. 210 000 Żydów zamieszkujących ten obszar, do końca wojny przetrwało ok. 15 000.
Eksterminacja Żydów była zorganizowana przez okupanta niemieckiego, jednak w znaczącym stopniu była popierana lub biernie tolerowana przez kolaborantów litewskich (rząd Kazysa Škirpy, wojska gen. Povilasa Plechavičiusa). Największą niesławą cieszy się formacja Ypatingasis būrys, odpowiedzialna za zbrodnię w Ponarach. Społeczność żydowska była faworyzowana przez okupanta sowieckiego, co doprowadziło w okresie poprzedzającym okupację niemiecką do znaczącego wzrostu nastrojów antysemickich wśród Litwinów. Do dziś jest to drażliwa kwestia na Litwie, gdyż wielu litewskich bohaterów narodowych, walczących z okupantami, było równocześnie powiązanych z wydarzeniami Holocaustu.
Już w dniach 25–29 czerwca 1941 roku doszło do pogromu w Kownie, w którym zginęło ponad 3000 Żydów. W kolejnych miesiącach byli oni mordowani m.in. w Forcie VII i Forcie IX Twierdzy Kowno.